# 의로운 살인
《의로운 살인》(영어: Righteous Kill)은 미국에서 제작된 존 애브넷 감독의 2008년 범죄 스릴러 영화이다. 로버트 드니로와 알 파치노가 한 연쇄살인범 뒤를 쫓는 두 뉴욕 경찰국 형사 역으로 출연하였으며, 아비 러너 등이 제작에 참여하였다.
2008년 9월 12일 미국에서 개봉하였다. 평론가들로부터 대체로 부정 평가를 받았으며, 제작비 6,000만 달러 대비 극장 수익 7,940만 달러 성적을 내며 흥행면에서도 실패하였다.

## 줄거리
경찰 심리학자들이 분석 중인 녹화 영상 속에서 "터크"(로버트 드니로 분)가 자기 본명은 데이비드 피스크 형사이며, 범죄자들을 살해하고 시체 곁에 짧은 시(poetry)를 남겨놓는 특유의 방식 때문에 포어트리 보이라는 별명이 있는 연쇄살인범이기도 하다고 진술한다. 또한 터크는 지난 30년간 파트너였던 톰 카원 형사를 존경한다고 말한다. 터크의 파트너는 "루스터"(알 파치노 분)라는 별명으로 불린다.
터크의 독백은 그가 파트너 루스터와 포어트리 보이를 조사하던 때로 돌아가는데...  

## 출연
- 로버트 드니로 - "터크" 역
- 알 파치노 - "루스터" 역
- 커티스 잭슨 - 마커스 "스파이더" 스미스, 마약상 역
- 칼라 구지노 - 캐런 코렐리 형사, 사이먼의 전 여자친구이자 현 터크의 동거인 역
- 존 레귀자모 - 사이먼 퍼레즈 형사 역
- 도니 월버그 - 테디 라일리 형사 역
- 트릴비 글로버 - 제시카, 정보 제공자 역
- 멀리사 리오 - 셰릴 브룩스 역
- 올레크 탁타로프 - 예브게니 마굴라트, 러시아인 갱 역
- 앨런 로젠버그 - 스타인 역
- 앨런 블루먼펠드 - 마틴 바움 역
- 브라이언 데너히 - 힝기스 경위 역
- 에이드리언 마티네즈 - 글렌 역
- 스털링 K. 브라운
- 배리 프라이머스
- 사이다 아리카 에쿨로나

## 기타 제작진
- 책임 제작: 조지 펄라, 보아즈 다비드손
- 공동 제작: 마샤 오글즈비
- 라인 제작: 브라이언 E. 프랭키시
- 배역: 낸시 클로퍼
- 세트: 캐시 루커스
- 의상: 데브라 맥과이어